# Amy Seimetz

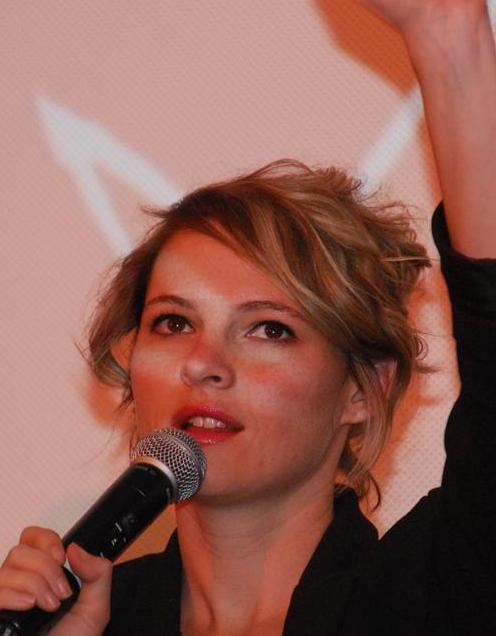
Amy Seimetz (2014)

Amy Lynne Seimetz (* 25. November 1981 in Tampa, Florida) ist eine US-amerikanische Schauspielerin, Regisseurin, Drehbuchautorin und Produzentin.

## Leben und Karriere
Amy Seimetz wuchs in der Region um die Städte Tampa und St. Petersburg, im US-Bundesstaat Florida, auf. Mit 18 Jahren begann sie in ihrer Heimat als Filmemacherin zu arbeiten. Nach dem Schulabschluss besuchte sie kurzzeitig die Florida State University, ehe sie nach Los Angeles zog. Bevor sie erste Schauspielrollen angeboten bekam, arbeitete sie unter anderem als Kellnerin, Nanny und als Näherin.
Erste Schauspielrollen übernahm Seimetz ab 2003, zunächst hauptsächlich in Kurzfilmen. 2006 spielte sie eine Nebenrolle im schwarzhumorigen Roadmovie Wristcutters: A Love Story. 2009 wurde das Filmdrama Alexander the Last auf dem South-by-Southwest-Festival uraufgeführt, in dem sie neben einer Nebenrolle auch am Drehbuch beteiligt war. Auch in den folgenden Jahren trat sie hauptsächlich in Independentfilmen auf. 2010 übernahm sie die Rolle der Sarah im Horrorfilm A Horrible Way to Die. Ein Jahr später trat sie in You’re Next erneut in einem Horrorfilm auf. 2012 veröffentlichte sie den Film Sun Don’t Shine, den sie produzierte, das Drehbuch schrieb und Regier führte. Die Dreharbeiten fanden in ihrer Heimat Florida statt. Für ihre Arbeit an dem Film erhielt sie beim South by Southwest Festival 2012 den Jurypreis. Ein Jahr später wurde sie für ihre Arbeit am Film Upstream Color für einen Gotham Award nominiert. Von 2013 bis 2014 war sie als Danette Lutz in einer Hauptrolle in der dritten und vierten Staffel der Krimiserie The Killing zu sehen.
2016 wurde die Serie The Girlfriend Experience veröffentlicht, in der Seimetz in der ersten Staffel die Rolle der Annabelle Reade übernahm. Neben dem Schöpfer der Serie, Steven Soderbergh, war sie als eine der Ausführenden Produzenten an der Serie beteiligt. Bis 2017 führte sie insgesamt zu 13 Episoden die Regie und schrieb auch einige Drehbücher. Von 2016 bis 2017 war sie zudem als Becky Ives in der Serie Stranger Things zu sehen. 2017 trat sie in Ridley Scotts Alien: Covenant als Maggie Faris in einer Nebenrolle auf und war zudem im britischen Filmdrama Lean on Pete zu sehen. Im Filmdrama My Days of Mercy spielte sie die Rolle der Martha Moro. 2018 übernahm sie eine Nebenrolle in der zweiten Staffel der Serie Get Shorty. 2019 spielte sie als Rachel Creed eine zentrale Rolle im Horrorfilm Friedhof der Kuscheltiere.
Seimetz wurde angefragt, beim Marvel-Film Black Widow Regie zu führen, was sie allerdings ablehnte.
Im Jahr 2022 wurde sie in die Academy of Motion Picture Arts and Sciences (AMPAS) berufen, die alljährlich die Oscars vergibt.

## Privates
Seimetz war eine Zeit lang mit Shane Carruth liiert, mit dem sie zusammen im Film Upstream Color zu sehen war, zu dem er auch die Regie führte.

## Filmografie (Auswahl)
als Darstellerin
- 2003: Leaving Baghdad (Kurzfilm)
- 2004: Measure of Love (Kurzfilm)
- 2005: The Unseen Kind-Hearted Beast (Kurzfilm)
- 2005: Black Dragon Canyon
- 2006: Wristcutters – A Love Story
- 2009: Alexander the Last
- 2010: Gabi on the Roof in July
- 2010: The Myth of the American Sleepover
- 2010: Tiny Furniture
- 2010: Bitter Feast – Blutiges Kochduell (Bitter Feast)
- 2010: A Horrible Way to Die
- 2011: The Off Hours
- 2011: Silver Bullets
- 2011: The Dish & the Spoon
- 2011: No Matter What
- 2011: Autoerotic
- 2011: You’re Next
- 2012: Revenge for Jolly!
- 2012: Possession
- 2012: Be Good
- 2013: Upstream Color
- 2013: Pit Stop
- 2013: 9 Full Moons
- 2013: Family Tree (Fernsehserie, 3 Episoden)
- 2013: The Sacrament
- 2013: Lucky Them – Auf der Suche nach Matthew Smith (Lucky Them)
- 2013: Law & Order: Special Victims Unit (Fernsehserie, Episode 15x09)
- 2013–2014: The Killing (Fernsehserie, 14 Episoden)
- 2014: I Believe in Unicorns
- 2014: The Reconstruction of William Zero
- 2015: Entertainment
- 2015: Ma
- 2016: Lovesong
- 2016: The Girlfriend Experience (Fernsehserie, 5 Episoden)
- 2016: Halt and Catch Fire (Fernsehserie, Episode 3x09)
- 2016: Junior (Fernsehserie, 10 Episoden)
- 2016–2017: Stranger Things (Fernsehserie, 3 Episoden)
- 2017: Alien: Covenant
- 2017: Lean on Pete
- 2017: My Days of Mercy
- 2018: Wild Nights with Emily
- 2018: Get Shorty (Fernsehserie, 5 Episoden)
- 2019: Friedhof der Kuscheltiere (Pet Sematary)
- 2020: The Secrets We Keep – Schatten der Vergangenheit (The Secrets We Keep)
- 2020: Archenemy
- 2021: No Sudden Move
- 2021–2024: Sweet Tooth (Fernsehserie)
- 2022: The Last Manhunt

als Regisseurin und Drehbuchautorin
- 2005: The Unseen Kind-Hearted Beast (Kurzfilm)
- 2009: Round Town Girls (Kurzfilm)
- 2012: Sun Don’t Shine
- 2013: When We Lived in Miami (Kurzfilm)
- 2016–2017: The Girlfriend Experience (Fernsehserie)
- 2020: She Dies Tomorrow
- 2022: Outer Range (Fernsehserie, 2 Episoden)
- 2024: Mr. & Mrs. Smith (Fernsehserie, 2 Episoden)

## Auszeichnungen und Nominierungen (Auswahl)
Fantastic Fest Award
- 2011: Auszeichnung als Beste Darstellerin für A Horrible Way To Die

Gotham Award
- 2010: Nominierung als Teil des besten Ensembles für Tiny Furniture
- 2012: Nominierung als Bester Film für Sun Don’t Shine
- 2013: Nominierung als Beste Darstellerin für Upstream Color

Sitges Film Festival
- 2020: Nominierung als Bester Film im Official Fantàstic Competition für She Dies Tomorrow
- 2020: Auszeichnung als Bester Fantasyfilm mit dem Carnet Jove Award für She Dies Tomorrow[6][7]

SXSW Film Festival Award
- 2012: Auszeichnung mit dem Juryaward für Sun Don’t Shine
- 2020: Nominierung für den Adam Yauch Hörnblowér Award für She Dies Tomorrow